# Варваринка (Умётский район)
Варваринка — деревня в Умётском районе Тамбовской области России. Входит в состав Софьинского сельсовета.

## География
Деревня находится в восточной части Тамбовской области, в лесостепной зоне, в пределах Приволжской возвышенности, на правом берегу реки Вяжли, на расстоянии примерно 12 километров (по прямой) к юго-западу от рабочего посёлка Умёт, административного центра района.

### Климат
Климат умеренно континентальный, относительно сухой, с холодной продолжительной зимой и жарким летом. Средняя температура воздуха самого холодного месяца (января) — −11,5 °C (абсолютный минимум — −40 °C); самого тёплого месяца (июля) — 20,4 °C (абсолютный максимум — 40 °С). Среднегодовое количество атмосферных осадков составляет 450—500 мм. Продолжительность залегания снежного покрова составляет в среднем 136 дней.

## История
В 2023 году в состав включена деревня Натальевка.

## Население
| 2010 | 2013 |
| ---- | ---- |
| 106  | ↘94  |

### Половой состав
По данным Всероссийской переписи населения 2010 года в гендерной структуре населения мужчины составляли 45,3 %, женщины — соответственно 54,7 %.

### Национальный состав
Согласно результатам переписи 2002 года, в национальной структуре населения русские составляли 98 % из 121 чел.